# Mesquita (Minas Gerais)
Mesquita, amtlich portugiesisch Município de Mesquita, ist ein brasilianisches Município in Minas Gerais im Südosten von Brasilien mit 5.040 Einwohnern mit einer Fläche von 274,938 km². Sie liegt im Vale do Rio Doce und gehört zur Metropolregion Vale do Aço.

## Demographie
Bei der brasilianischen Volkszählung 2010 betrug die Einwohnerzahl 6069. Laut einer Schätzung von 2017 hatte die Stadt eine Einwohnerzahl von 5951. Nach der brasilianischen Volkszählung 2022 betrug die Einwohnerzahl 5.040. Nach der Schätzung von 2024 gab es 5.038 Einwohner.

## Geographie
Sie lag von 1989 bis 2017 in der Mikroregion Ipatinga, die wiederum Teil der Mesoregion Vale do Rio Doce war. Gemäß der seit 2017 geltenden regionalen Einteilung, die vom IBGE festgelegt wurde, gehört die Gemeinde zu den geografischen Regionen Intermediária und Imediata de Ipatinga.
Angrenzende Gemeinden sind Açucena, Belo Oriente, Coronel Fabriciano, Ipatinga, Joanésia und Santana do Paraíso.

## Geschichte
Das Gebiet, in dem sich das heutige Municipios Mesquita befindet, wurde ursprünglich von den Botocudo-Indianern bewohnt und um 1850 erstmals vom Baron von Mesquita erschlossen, dem die Stadt ihren Namen verdankt. Anschließend kam Pedro Martins de Carvalho, der eine Farm gründete und später einen Großteil seines Landes der katholischen Kirche schenkte und es dem Heiligen Antonius widmete, was den Weg für die Gründung der Siedlung Santo Antônio de Caratinga ebnete. Angesichts der beobachteten Entwicklung wurde durch das Dekret Nr. 102 vom 10. Juni 1⁸860 der Bezirk gegründet, der Santana dos Ferros (heute Ferros) unterstellt war und durch das Landesgesetz Nr. 843 vom 7. September 1923 unter dem Namen Mesquita unabhängig wurde.
Bei seiner Emanzipation bestand Mesquita aus dem Gemeindesitz und dem Bezirk Santana do Paraíso. Durch das Landesgesetz (decreto-lei) Nr. 148 vom 17. Dezember 1938 wurde der Bezirk Joanésia von der Gemeinde Ferros übernommen, und durch das Landesgesetz Nr. 1058 vom 31. Dezember 1943 wurde der Bezirk Belo Oriente gegründet. Ab den 1950er Jahren wurden alle Bezirke, die bis dahin zu Mesquita gehörten, unabhängig. Joanésia wurde durch das Landesgesetz Nr. 1.039 vom 12. Dezember 1953 zur Gemeinde erhoben; Belo Oriente wurde durch das Landesgesetz Nr. 2.764 vom 30. Dezember 1962 emanzipiert; und Santana do Paraíso wurde durch das Landesgesetz Nr. 10.704 vom 27. April 1992 emanzipiert. Durch das Gesetz Nr. 1672 vom 12. April 1999 wurde der Bezirk Barra Grande de Mesquita gegründet.

## Politik
Stadtpräfekt für die Wahlperiode 2017–2020 war Ronaldo de Oliveira (PRB). Von 2025 bis 2028 ist Ilton Oliveira Torres (Avante) der Bürgermeister (Prefeito) des Munizips.

## Kultur und Tourismus
Die Stadt Mesquita hat mit dem Fest des Heiligen Antonius, das im Juni stattfindet, ihren jahrhundertealten kulturellen Ausdruck, der die Kultur und Wirtschaft der Stadt belebt. Viele Jahre lang gab es Veranstaltungen wie Reiterumzüge, Rodeos und Marujadas, die in den letzten Jahren nur noch selten stattfanden. Es gibt einige historische Herrenhäuser aus dem frühen 20. Jahrhundert.
Mesquita ist traditionell für das Fest des Heiligen Antonius bekannt, das jeden Juni stattfindet. Die Veranstaltung zieht Tausende von Teilnehmern an, die das traditionelle 20 Meter hohe Lagerfeuer anzünden. Die Gemeinde hat mehrere Sehenswürdigkeiten zu bieten, darunter: Lagoa do Budeca, Cachoeira dos Britos, Cachoeira do Tamanduá und den Fernsehturm, der sich zum Gleitschirmfliegen eignet. Der kleine Platz im Zentrum der Stadt ist vor allem am Wochenende ein beliebter Treffpunkt, wo sich die Menschen versammeln, um Musik zu hören, Geschichten zu erzählen und zu flirten.

## Sport
Bis Anfang der 2000er Jahre gab es in der Stadt zwei Fußballmannschaften, die sich eine intensive Rivalität lieferten: Barcelona und Royal. Barcelona hat seine Wurzeln im Volk und wurde in den 70er Jahren im Stadtteil Morro do Cruzeiro am Rande der Stadt gegründet. Die Mannschaft trägt ein rot-weißes Trikot. Bis in die 1980er Jahre empfing er Spieler von Cruzeiro und Atlético-MG zu Freundschaftsspielen und nahm an lokalen Amateurfußballmeisterschaften wie der Copa Itatiaia teil. Royal hingegen war trotz der Rivalität auf lokaler Ebene nicht so bekannt und repräsentierte die andere Seite der Stadt, den Stadtteil Campo Real. Er trägt schwarz-weiße Trikots.

## Söhne und Töchter
Eine der bemerkenswertesten Töchter der Stadt war Maria Lúcia Godoy, eine der bedeutendsten brasilianischen Opernsängerinnen, berühmt für ihre Aufnahme von Villa-Lobos' Bachianas Brasileiras Nr. 5 und für ihre Mitwirkung in verschiedenen Filmen. Der Dichter und Philosoph Vander Vieira und die Doktorin der Pädagogik und Professorin an der Universidade Federal dos Vales do Jequitinhonha e Mucuri, Maria Socorro de Lima Costa, sind einige der bemerkenswerten Intellektuellen, die in der Stadt geboren wurden.